# Степанов, Михаил Степанович (деятель сельского хозяйства)
Михаи́л Степа́нович Степа́нов (6 октября 1918, Пезмучаш, Петъяльская волость, Царевококшайский уезд, Казанская губерния, РСФСР — 12 июня 1995, Пезмучаш, Волжский район, Марий Эл, Россия) — марийский советский деятель сельского хозяйства. Председатель колхозов «Коммунист» (1946—1959) и «Москва» деревни Новый Карамас Волжского района Марийской АССР (1959—1975). Участник советско-финской и Великой Отечественной войны. Член ВКП(б) с 1942 года.

## Биография
Родился 6 октября 1918 года в деревне Пезмучаш ныне Волжского района Марий Эл в бедной крестьянской семье.
До призыва в армию работал в колхозе в родной деревне.
В 1939 году призван в Красную армию, участвовал в советско-финской войне. Участник Великой Отечественной войны: с 1942 года — командир отделения связи 3 батареи 327 артиллерийского полка 186 стрелковой дивизии на Карельском, 2-м Белорусском фронтах, старший сержант. В 1942 году принят в ВКП(б). Демобилизовался из армии в 1946 году. Награждён орденами Отечественной войны, Красной Звезды и медалями. 
Вернувшись на родину, окончил курсы шофёров, затем — бригадир, председатель колхоза «Коммунист», в 1959—1975 годах — председатель колхоза «Москва» деревни Новый Карамас Волжского района, где значительно укрепил хозяйство. Был известен своим умением организовать колхозников на выполнение сельскохозяйственных работ в намеченные сроки. При нём заметно укрепилась материально-техническая база колхоза, оказывалась помощь в строительстве жилых домов и других построек: были построены новые животноводческие помещения, зерносклады, механизированный ток, машинно-тракторный парк, птицефабрика и др. Колхоз славился в районе высоким урожаем зерновых культур и картофеля, а по производству мяса и молока тоже был в числе лидеров. Награждён орденом Трудового Красного Знамени и медалями. 
Скончался 12 июня 1995 года в деревне Пезмучащ Волжского района Марий Эл, похоронен там же.

## Звания и награды

### Трудовые
- Орден Трудового Красного Знамени (1971)[1]
- Медаль «За доблестный труд. В ознаменование 100-летия со дня рождения Владимира Ильича Ленина» (1970)[1]
- Почётная грамота Президиума Верховного Совета Марийской АССР (1957)[1]

### Боевые
- Орден Отечественной войны II степени (1985)[1]
- Орден Красной Звезды (05.04.1945)[1]
- Медаль «За отвагу» (СССР) (01.07.1944)[1]
- Медаль «За боевые заслуги» (27.06.1942)[1]
- Медаль «За победу над Германией в Великой Отечественной войне 1941—1945 гг.» (09.05.1945)[1]